# TT13
| H6 | w | r · Z1 | i | i |

| H6 | w | r · Z1 | i | i |

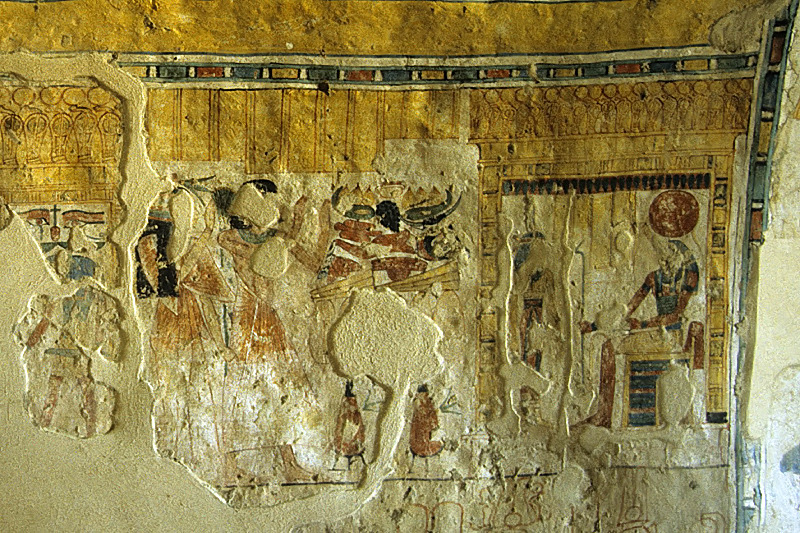
Shuory e la moglie adorano Maat e Ra-Horakhti

TT13 (Theban Tomb 13) è la sigla che identifica una delle Tombe dei Nobili ubicate nell’area della cosiddetta Necropoli Tebana, sulla sponda occidentale del Nilo dinanzi alla città di Luxor, in Egitto. Destinata a sepolture di nobili e funzionari connessi alle case regnanti, specie del Nuovo Regno, l'area venne sfruttata, come necropoli, fin dall'Antico Regno e, successivamente, sino al periodo Saitico (con la XXVI dinastia) e Tolemaico.

## Titolare
TT13 Era la tomba di:
| Titolare | Titolo                                 | Necropoli       | Dinastia/Periodo | Note                                      |
| -------- | -------------------------------------- | --------------- | ---------------- | ----------------------------------------- |
| Shuroy   | Capo dei portatori di braciere di Amon | Dra Abu el-Naga | XIX-XX dinastia  | a nord della TT20, più in alto della TT14 |

## Biografia
Wenufer, Cantatrice di Amon, fu la moglie di Shuroy, Capo dei portatori di braciere di Amon.

## La tomba
La tomba, incompiuta, è costituita da due locali con forma planimetrica a "T"; nell'anticamera, sulle pareti sono riportati brani del Libro delle Porte e scene del defunto e della moglie in atto di adorazione di dei e dee, nonché di un re e una regina i cui cartigli, però, sono vuoti. In altra scena, altri brani del Libro delle Porte e ancora il defunto e la moglie in adorazione degli dei Maat e Ra-Horakhti. Un breve corridoio dà accesso ad una camera trasversale (incompiuta) sulle cui pareti sono presenti offertori di piante e fiori da parte di portatori e dello stesso defunto; la processione funebre con preti che praticano la Cerimonia di apertura della bocca ed una donna piangente al cospetto della mummia. In altra scena, il defunto, inginocchiato, adora Hathor nelle sembianze di vacca sacra. Altra scena riporta Thot che presenta il defunto a Osiride accompagnato da Iside e Nephtys.
Il Papiro Abbott, che risale al regno di Ramses IX e riporta la trascrizione degli atti di un'indagine sui saccheggi di alcune tombe reali, a proposito della tomba del re Antef V menziona la TT13: "La tomba piramidale del re Nebkheperra, Figlio di Ra, Antef, vita, prosperità e salute, fu rinvenuta chiusa avendo i ladri violato, attraverso due cunicoli di due cubiti e mezzo nella parete orientale ed uno da un cubito nella parete della sala trasversale, la tomba del Sovrintendente alle offerte della Casa di Amon di nome Shuroy".

### Annotazioni
1. ↑  La prima numerazione delle tombe, dalla numero 1 alla 253, risale al 1913 con l’edizione del "Topographical Catalogue of the Private Tombs of Thebes" di Alan Gardiner e Arthur Weigall. Le tombe erano numerate in ordine di scoperta e non geografico; ugualmente in ordine cronologico di scoperta sono le tombe dalla 253 in poi.
2. ↑  I campi della Duat, ovvero l'aldilà egizio, si trovavano, secondo le credenze, proprio sulla riva occidentale del grande fiume.
3. ↑  Nella sua epoca di utilizzo, l'area era nota come "Quella di fronte al suo Signore" (con riferimento alla riva orientale, dove si trovavano le strutture dei Palazzi di residenza dei re e i templi dei principali dei) o, più semplicemente, "Occidente di Tebe".
4. ↑  le Tombe dei Nobili, benché raggruppate in un'unica area, sono di fatto distribuite su più necropoli distinte.
5. ↑  Le note, sovente di inquadramento topografico della tomba, sono tratte dal "Topographical Catalogue" di Gardiner e Weigall, ed. 1913 e fanno perciò riferimento alla situazione dell'epoca.

### Fonti
1. 1 2  Porter e Moss 1927,  p. 25.
2. ↑  Gardiner e Weigall 1913.
3. ↑  Donadoni 1999,  p. 115.
4. ↑  Porter e Moss 1927,  pp. 25-26.